# Sickera
Sickera — российская англоязычная хард-рок и хеви-метал группа. Отличительной особенностью группы является классическое звучание рок музыки в сочетании с современными мотивами.

## История
Группа образовалась в конце 2018 года как трио в столице России Москве. Основателем и идейным вдохновителем стал гитарист Алексей Тарасов. Были написаны первые оригинальные песни группы. В январе 2019 года был найден вокалист из Новосибирска Борис Беседин. Начались репетиции в первом составе: Алексей Тарасов — гитары, Борис Беседин — вокал, Александр Лексонкорович — бас-гитара, Максим Хмара — ударные.
Первый альбом The Angel of Apocalypse вышел в декабре 2019 года на московском лейбле Guitar Flame Records. Альбом также продавался и за рубежом, что способствовало узнаванию группы и за пределами родной страны.
Композиции группы распространялась через музыкальные стриминговые сервисы, и продавались компакт-диски. Тем самым, сотрудничество с лейблом было продолжено, и заключен контракт на выпуск второго альбома. Группа выпустила несколько синглов и видео клипов, в ходе записи впервые менялся состав. В апреле 2021 году в группе закрепился её классический состав с новым вокалистом Александром Пупликовым. В декабре вышел второй альбом The Sun of New Hope, который подвергся положительной оценке критиков из музыкальных журналов Rockcor и OR. Таким образом, в рок сообществе появились авторитетные статьи и рецензии на деятельность группы.
В начале 2022 года лидер группы сообщил о сотрудничестве Sickera с Дэвидом Рисом, бывшим вокалистом немецкой группы Accept. Появилась информация о проведении первых концертов Sickera после пандемии COVID-19.

## Состав
| Артист                  | Роль       | Участие                                 |
| ----------------------- | ---------- | --------------------------------------- |
| Алексей Тарасов         | гитары     | 2018 — наши дни                         |
| Борис Беседин           | вокал      | 2018 — февраль 2021                     |
| Александр Лексонкорович | бас-гитара | 2018 — наши дни                         |
| Максим Хмара            | ударные    | 2018 — лето 2020 апрель 2021 — наши дни |
| Софья Чупрова           | ударные    | лето 2020 — февраль 2021                |
| Александр Пупликов      | вокал      | апрель 2021 — наши дни                  |

## Дискография

### Angel of Apocalypse (2019)
1. Silence
2. Rust
3. 3 (Twisted maze)
4. Dancing in the rain (Instrumental)
5. Angel of apocalypse
6. Two hearts — one love
7. Follow orders
8. Take a breath
9. I go for you
10. The evil twin

### Winds of Freedom (2021)
1. Winds of freedom

### Swings (2021)
1. Swings
2. Winds of freedom
3. Speed needs us

### The Sun of New Hope (2021)
1. Winds of freedom
2. For what
3. Speed needs us
4. Warm my soul
5. The sun of new hope
6. Swings
7. Beginning of the end
8. Wait
9. Hurt
10. Light up our night